# Serifos
Serifos (greacă: Σέριφος, latină: Seriphus ori Seriphos; fostă Serpho sau Serphanto) este o insula grecească din Marea Egee, situată în vestul arhipelagului Ciclade, la sud de Kythnos și la nord-vest de Sifnos. Face parte din unitatea regională Milos. Insula se întinde pe o suprafață de 75.207 kilometri pătrați (29.038 sq mi), iar populația a fost de 1.420 de persoane la recensamantul din 2011. Este situată la aproximativ 170 km (92 mile marine) ESE din Pireu.